# Lexington (Ohio)
Lexington és una població dels Estats Units a l'estat d'Ohio. Segons el cens del 2000 tenia 4.165 habitants.

## Demografia
Segons el cens del 2000, Lexington tenia 4.165 habitants, 1.626 habitatges, i 1.230 famílies. La densitat de població era de 438,2 habitants per km².
Dels 1.626 habitatges en un 38,4% hi vivien nens de menys de 18 anys, en un 61,3% hi vivien parelles casades, en un 11,6% dones solteres, i en un 24,3% no eren unitats familiars. En el 21,3% dels habitatges hi vivien persones soles el 7,3% de les quals corresponia a persones de 65 anys o més que vivien soles. El nombre mitjà de persones vivint en cada habitatge era de 2,56 i el nombre mitjà de persones que vivien en cada família era de 2,98.
Per edats la població es repartia de la següent manera: un 28,1% tenia menys de 18 anys, un 7,3% entre 18 i 24, un 28,5% entre 25 i 44, un 25,2% de 45 a 60 i un 10,9% 65 anys o més.
L'edat mediana era de 37 anys. Per cada 100 dones de 18 o més anys hi havia 87,8 homes.
La renda mediana per habitatge era de 48.028 $ i la renda mediana per família de 57.313 $. Els homes tenien una renda mediana de 47.857 $ mentre que les dones 24.954 $. La renda per capita de la població era de 23.800 $. Aproximadament l'1,5% de les famílies i el 2,5% de la població estaven per davall del llindar de pobresa.

## Poblacions més properes
El següent diagrama mostra les poblacions més properes.